# Chutimon Chuengcharoensukying
Chutimon Chuengcharoensukying (Banguecoque, 2 de fevereiro de 1996), apelidada de Aokbab, é uma modelo e atriz tailandesa, mais conhecida por seu papel como Lynn no filme Bad Genius de 2017. Ela é a primeira atriz tailandesa a vencer o prêmio Emmy Internacional, por seu papel em Fome de Sucesso.

## Filmografia

### Cinema
| Ano  | Título                  | Papel       | Notas                                     |
| ---- | ----------------------- | ----------- | ----------------------------------------- |
| 2016 | Thank You For Sharing   | Jook Chanee | Curta-metragem                            |
| 2017 | Bad Genius              | Lynn        |                                           |
| 2017 | Die Tomorrow            | Som         |                                           |
| 2018 | We Will Not Die Tonight | Grace       |                                           |
| 2019 | Happy Old Year          | Jean        |                                           |
| 2021 | One for the Road        | Noona       |                                           |
| 2021 | Love Story              | Xiao Lin    |                                           |
| 2022 | Faces of Anne           | Anne        |                                           |
| 2023 | Hunger                  | Aoy         | Venceu-Emmy Internacional de melhor atriz |
| 2023 | E-Sarn Zombie           | Tonnun      |                                           |

### Televisão
| Ano  | Título                                      | Papel                    | Rede de TV |
| ---- | ------------------------------------------- | ------------------------ | ---------- |
| 2017 | Love Books Love Series: Dark Fairy Tale     | Gorya                    | GMM25      |
| 2018 | Muang Maya Live The Series :Mayalove online | Khem Khanita Kunaphiphat | ONE 31     |
| 2019 | Sleepless Society: Khun Fan Luang           | Aya                      | ONE 31     |
| 2022 | Bad Romeo                                   | Lita                     | Channel 3  |
| 2023 | DELETE                                      | Orn                      | Netflix    |
| ASA  | Daredevil Treasure Hunter (绝地勘宝师)      | Xue Li                   | ASA        |

## Prêmios e indicações
| Ano  | Prêmio                        | Categoria    | Trabalho        | Resultado |
| 2024 | 52º International Emmy Awards | Melhor Atriz | Fome de Sucesso | Venceu    |